# Tercera División de Guatemala 2021-22
La Tercera División 2021-22 es la temporada que nombra a los campeones de los torneos Apertura 2021 y Clausura 2022 de la cuarta categoría del fútbol guatemalteco. 

## Sistema de competición
El torneo se divide en dos fases, disputadas dos veces durante la temporada durante cada torneo (apertura y clausura): 
Fase de clasificación: Partidos jugados durante equipos en cada uno de los 13 grupos participantes.
Fase final: Rondas a eliminación directa que definen a los campeones de cada torneo y a los clasificados a las series de ascenso.

### Fase de clasificación
Los 101 equipos participantes jugarán una ronda clasificatoria de todos contra todos en visita recíproca. La cantidad de puntos variará en cada uno de los 13 grupos (de 12 hasta 16 partidos en un máximo de 18 fechas). Se utiliza un sistema de puntos, que se presenta así:
- Por victoria, se obtendrán 3 puntos.
- Por empate, se obtendrá 1 punto.
- Por derrota no se obtendrán puntos.

Al finalizar las jornadas, la tabla se ordenará con base en los clubes que hayan obtenido la mayoría de puntos, en caso de empates, se toman los siguientes criterios:
1. Puntos
2. Puntos obtenidos entre los equipos empatados
3. Diferencial de goles
4. Goles anotados
5. Goles anotados en condición visitante.

### Fase final
Al término de la fase de clasificación, los equipos se acomodan en una tabla porcentual de acuerdo a la cantidad de puntos que acumularon con respecto a la cantidad de puntos que estos podían acumular (esto debido a que no todos los grupos poseen la misma cantidad de equipos). Finalmente, clasifican a dieciseisavos de final:
- Los 16 mejores equipos de la zona norte con mejor porcentaje de puntos acumulados.
- Los 16 mejores equipos de la zona sur con mejor porcentaje de puntos acumulados.

## Cambios en los equipos
Ascendidos a Segunda División: 
- Democracia FC
- Cuilapa FC
- Pajapita
- Futeca
- Buenos Aires FC

## Equipos participantes
| Grupo 1                   | Grupo 1                          | Grupo 2                | Grupo 2                           | Grupo 3               | Grupo 3                                 |
| Equipo                    | Ciudad                           | Equipo                 | Ciudad                            | Equipo                | Ciudad                                  |
| ------------------------- | -------------------------------- | ---------------------- | --------------------------------- | --------------------- | --------------------------------------- |
| Aguacatán                 | Aguacatán, Huehuetenango         | Comitán                | Comitancillo, San Marcos          | Batanecos             | San Sebastián, Retalhuleu               |
| Jacalteco                 | Jacaltenango, Huehuetenango      | Esperanza              | La Esperanza, Quetzaltenango      | Esquipulense          | Esquipulas Palo Gordo, San Marcos       |
| Juventud Comiteca         | Comitancillo, San Marcos         | Panajachelense         | Panajachel, Sololá                | Juventud Mingueña     | Santo Domingo, Suchitepéquez            |
| Juventud Huehueteca       | Huehuetenango, Huehuetenango     | San Marcos             | San Marcos, San Marcos            | LAV San Rafael        | San Rafael Pie de la Cuesta, San Marcos |
| Ojetecos                  | San José Ojetenam, Huehuetenango | San Martín Chile Verde | San Martín CV, Quetzaltenango     | Ocós                  | Ocós, San Marcos                        |
| San Miguel                | San Miguel Acatán, Huehuetenango | San Pablo              | San Pablo, San Marcos             | San Carlos            | Mazatenango, Suchitepéquez              |
| Tacaná                    | Tacaná, San Marcos               | Santa Clara            | Santa Clara La Laguna, Sololá     | San Lorenzo Jogofoot  | San Lorenzo, Suchitepéquez              |
| Tejutla                   | Tejutla, San Marcos              |                        |                                   | Zunilito              | Zunilito, Suchitepéquez                 |
| Grupo 4                   | Grupo 4                          | Grupo 5                | Grupo 5                           | Grupo 6               | Grupo 6                                 |
| Equipo                    | Ciudad                           | Equipo                 | Ciudad                            | Equipo                | Ciudad                                  |
| Democratense              | La Democracia, Escuintla         | Batallón Canales       | Villa Canales, Guatemala          | AFF CENMA Santiago    | Santiago, Sacatepéquez                  |
| Deportivo Palín           | Palín, Escuintla                 | Cerinal                | Ciudad de Guatemala               | ASODEL                | Ciudad de Guatemala                     |
| Patulul                   | Patulul, Suchitepéquez           | Futeca                 | Ciudad de Guatemala               | Boca del Monte        | Boca del Monte, Guatemala               |
| Real Siquinalá            | Siquinalá, Escuintla             | Pueblo Nuevo Viñas     | Pueblo Nuevo Viñas, Santa Rosa    | Global Soccer Academy | Ciudad de Guatemala                     |
| San Juan Bautista         | San Juan Bautista, Suchitepéquez | Rayados GT             | Ciudad de Guatemala               | Municipal B           | Ciudad de Guatemala                     |
| San Vicente               | San Vicente Pacaya, Escuintla    | Santa Catarina Pinula  | Santa Catarina Pinula, Guatemala  | Villa Lobos           | Villa Lobos, Guatemala                  |
| Sipacate Comercio         | Sipacate, Escuintla              | Santa Rosa de Lima     | Ciudad de Guatemala               | Villa Nueva           | Villa Nueva, Guatemala                  |
| Tiquisatense              | Tiquisate, Escuintla             | Tigres GT              | Ciudad de Guatemala               | Bárcenas              | Villa Nueva, Guatemala                  |
| Grupo 7                   | Grupo 7                          | Grupo 8                | Grupo 8                           | Grupo 9               | Grupo 9                                 |
| Equipo                    | Ciudad                           | Equipo                 | Ciudad                            | Equipo                | Ciudad                                  |
| Antigua GFC B             | Antigua Guatemala, Sacatepéquez  | Achik'                 | Ciudad de Guatemala               | Atlético Mictlán B    | Asunción Mita, Jutiapa                  |
| Deportivo MIxco B         | Mixco, Guatemala                 | Agua Caliente          | Ciudad de Guatemala               | IB Catarinecos        | Santa Catarina Mita, Jutiapa            |
| San Lucas                 | San Lucas, Sacatepéquez          | Atlético Ariga         | Ciudad de Guatemala               | Ixhuatán              | Santa María Ixhuatán, Santa Rosa        |
| San Raymundo              | San Raymundo, Guatemala          | Capitalinos ADC        | Ciudad de Guatemala               | Jalapa EMF            | Jalapa, Jalapa                          |
| Sanjuaneros               | San Juan Sacatepéquez, Guatemala | Juventud Canadiense    | Ciudad de Guatemala               | Jutiapa               | Jutiapa, Jutiapa                        |
| Santo Tomás IFC           | Santa Lucía MA, Sacatepéquez     | Palencia               | Palencia, Guatemala               | Nueva Santa Rosa      | Nueva Santa Rosa, Santa Rosa            |
| Tierra Nueva              | Chinautla, Guatemala             | San José Villa Nueva   | Villa Nueva, Guatemala            | Remicheros            | Jalapa, Jalapa                          |
| Universidad de San Carlos | Ciudad de Guatemala              | Santa Luisa            | Chinautla, Guatemala              | Taxisco               | Taxisco, Santa Rosa                     |
| Grupo 10                  | Grupo 10                         | Grupo 11               | Grupo 11                          | Grupo 12              | Grupo 12                                |
| Equipo                    | Ciudad                           | Equipo                 | Ciudad                            | Equipo                | Ciudad                                  |
| Club Juventud Teculuteca  | Teculután, Zacapa                | Cahabón                | Santa María Cahabón, Alta Verapaz | Darthmouth            | Morales, Izabal                         |
| Juvenil Estanzuela        | Estanzuela, Zacapa               | Chamelco               | San Juan Chamelco, Alta Verapaz   | El Milagro            | Morales, Izabal                         |
| Juvenil Santa Cruz        | Río Hondo, Zacapa                | Cubulco                | Cubulco, Baja Verapaz             | Juventud Chahalense   | Chahal, Alta Verapaz                    |
| La Unión                  | La Unión, Zacapa                 | Lanquin                | Lanquín, Alta Verapaz             | Labuga                | Livingston, Izabal                      |
| Río Hondo EMFUT           | Río Hondo, Zacapa                | Panzós                 | Panzós, Alta Verapaz              | Quiriguá              | Los Amates, Izabal                      |
| San Jacinto               | San Jacinto, Chiquimula          | Polochic               | Tucurú, Alta Verapaz              | Río Dulce             | Puerto Barrios, Izabal                  |
| San Rafael                | Teculután, Zacapa                | Salamá                 | Salamá, Baja Verapaz              | Tigrillos Poptún      | Poptún, Petén                           |
| Usumatlán                 | Usumatlán, Zacapa                | Senahú                 | Senahú, Alta Verapaz              |                       |                                         |
| Grupo 13                  |                                  |                        |                                   |                       |                                         |
| Equipo                    | Ciudad                           |                        |                                   |                       |                                         |
| ACAFUT                    | Flores, Petén                    |                        |                                   |                       |                                         |
| Alianza Flores            | Flores, Petén                    |                        |                                   |                       |                                         |
| Don Bosco                 | San Benito, Petén                |                        |                                   |                       |                                         |
| EFAR Petén                | Flores, Petén                    |                        |                                   |                       |                                         |
| Halcones La Libertad      | La Libertad, Petén               |                        |                                   |                       |                                         |
| Jaguares de Petén         | San José, Petén                  |                        |                                   |                       |                                         |
| Las Cruces                | Melchor de Mencos, Petén         |                        |                                   |                       |                                         |
| Pumas                     | Flores, Petén                    |                        |                                   |                       |                                         |

## Torneo Apertura

### Fase de grupos
| Pos. | Equipos             | PJ | PG | PE | PP | GF | GC | Dif. | PTS |
| ---- | ------------------- | -- | -- | -- | -- | -- | -- | ---- | --- |
| 1º   | Jacalteco           | 14 | 10 | 4  | 0  | 40 | 12 | +28  | 34  |
| 2º   | San Miguel          | 14 | 9  | 3  | 2  | 28 | 11 | +17  | 30  |
| 3º   | Juventud Comiteca   | 14 | 8  | 3  | 3  | 34 | 16 | +18  | 27  |
| 4º   | Tejutla             | 14 | 8  | 2  | 4  | 27 | 20 | +7   | 26  |
| 5º   | Ojetecos            | 14 | 5  | 3  | 6  | 19 | 17 | +2   | 18  |
| 6º   | Tacaná              | 14 | 3  | 2  | 9  | 21 | 37 | -16  | 11  |
| 7º   | Juventud Huehueteca | 14 | 2  | 1  | 11 | 12 | 39 | -27  | 7   |
| 8º   | Aguacatán           | 14 | 1  | 2  | 11 | 10 | 39 | -29  | 5   |

| Pos. | Equipos        | PJ | PG | PE | PP | GF | GC | Dif. | PTS |
| ---- | -------------- | -- | -- | -- | -- | -- | -- | ---- | --- |
| 1º   | Comitán        | 12 | 10 | 1  | 1  | 37 | 7  | +30  | 31  |
| 2º   | Santa Clara    | 12 | 8  | 2  | 2  | 21 | 14 | +7   | 26  |
| 3º   | Panajachelense | 12 | 6  | 1  | 5  | 19 | 16 | +3   | 19  |
| 4º   | San Martín CV  | 12 | 4  | 3  | 5  | 18 | 21 | -3   | 15  |
| 5º   | San Marcos     | 12 | 4  | 2  | 6  | 11 | 23 | -12  | 14  |
| 6º   | Esperanza      | 12 | 2  | 3  | 7  | 14 | 18 | -4   | 9   |
| 7º   | San Pablo      | 12 | 1  | 2  | 9  | 10 | 31 | -21  | 5   |

| Pos. | Equipos              | PJ | PG | PE | PP | GF | GC | Dif. | PTS |
| ---- | -------------------- | -- | -- | -- | -- | -- | -- | ---- | --- |
| 1º   | San Carlos           | 14 | 8  | 4  | 2  | 24 | 11 | +13  | 28  |
| 2º   | Batanecos            | 14 | 8  | 2  | 4  | 22 | 14 | +8   | 26  |
| 3º   | LAV San Rafael       | 14 | 6  | 5  | 3  | 24 | 17 | +7   | 23  |
| 4º   | San Lorenzo Jogofoot | 13 | 6  | 3  | 4  | 20 | 15 | +5   | 21  |
| 5º   | Juventud Mingueña    | 14 | 5  | 3  | 6  | 18 | 16 | +2   | 18  |
| 6º   | Ocós                 | 13 | 4  | 4  | 5  | 20 | 18 | +2   | 16  |
| 7º   | Equipulense          | 14 | 2  | 4  | 8  | 9  | 26 | -17  | 10  |
| 8º   | Zunilito             | 14 | 0  | 5  | 9  | 11 | 31 | -20  | 5   |

| Pos. | Equipos               | PJ | PG | PE | PP | GF | GC | Dif. | PTS |
| ---- | --------------------- | -- | -- | -- | -- | -- | -- | ---- | --- |
| 1º   | San Juan Bautista     | 14 | 9  | 2  | 3  | 27 | 16 | +11  | 29  |
| 2º   | Sipacate Comercio     | 14 | 8  | 3  | 3  | 33 | 22 | +11  | 27  |
| 3º   | Real Siquinalá        | 14 | 8  | 3  | 3  | 24 | 18 | +6   | 27  |
| 4º   | Democratense          | 14 | 7  | 0  | 7  | 29 | 29 | 0    | 21  |
| 5º   | Patulul               | 14 | 6  | 2  | 6  | 26 | 26 | 0    | 20  |
| 6º   | Juventud Tiquisatense | 14 | 4  | 3  | 7  | 22 | 27 | -5   | 15  |
| 7º   | Deportivo Palín       | 14 | 3  | 3  | 8  | 16 | 25 | -9   | 12  |
| 8º   | San Vicente Pacaya    | 14 | 2  | 2  | 10 | 13 | 27 | -14  | 8   |

| Pos. | Equipos               | PJ | PG | PE | PP | GF | GC | Dif. | PTS |
| ---- | --------------------- | -- | -- | -- | -- | -- | -- | ---- | --- |
| 1º   | Rayados GT            | 14 | 12 | 1  | 1  | 63 | 11 | +52  | 37  |
| 2º   | Santa Rosa de Lima    | 14 | 12 | 1  | 1  | 38 | 10 | +28  | 37  |
| 3º   | Santa Catarina Pinula | 14 | 7  | 3  | 4  | 28 | 27 | +1   | 24  |
| 4º   | Batallón Canales      | 14 | 6  | 2  | 6  | 27 | 24 | +3   | 20  |
| 5º   | Cerinal               | 14 | 5  | 1  | 8  | 21 | 30 | -9   | 16  |
| 6º   | Tigres                | 14 | 5  | 1  | 8  | 18 | 46 | -28  | 16  |
| 7º   | Pueblo Nuevo Viñas    | 14 | 1  | 3  | 10 | 15 | 32 | -17  | 6   |
| 8º   | Futeca                | 14 | 1  | 2  | 11 | 12 | 42 | -30  | 5   |

| Pos. | Equipos               | PJ | PG | PE | PP | GF | GC | Dif. | PTS |
| ---- | --------------------- | -- | -- | -- | -- | -- | -- | ---- | --- |
| 1º   | AFF CENMA Santiago    | 12 | 9  | 1  | 2  | 45 | 12 | +33  | 28  |
| 2º   | Municipal B           | 12 | 8  | 3  | 1  | 36 | 11 | +25  | 27  |
| 3º   | Villa Nueva           | 12 | 8  | 2  | 2  | 22 | 14 | +8   | 26  |
| 4º   | Boca del Monte        | 12 | 5  | 2  | 5  | 14 | 14 | 0    | 17  |
| 5º   | Global Soccer Academy | 12 | 1  | 4  | 7  | 12 | 32 | -20  | 7   |
| 6º   | Villa Lobos           | 12 | 1  | 3  | 8  | 19 | 40 | -21  | 6   |
| 7º   | ASODEL                | 12 | 1  | 3  | 8  | 12 | 37 | -25  | 6   |

| Pos. | Equipos                    | PJ | PG | PE | PP | GF | GC | Dif. | PTS |
| ---- | -------------------------- | -- | -- | -- | -- | -- | -- | ---- | --- |
| 1º   | Santo Tomás Independencia  | 14 | 11 | 3  | 0  | 42 | 12 | +30  | 36  |
| 2º   | Tierra Nueva               | 14 | 9  | 2  | 3  | 24 | 23 | +1   | 29  |
| 3º   | Universidad de San Carlos  | 14 | 8  | 2  | 4  | 23 | 17 | +6   | 26  |
| 4º   | Antigua GFC B              | 14 | 6  | 2  | 6  | 27 | 25 | +2   | 20  |
| 5º   | Mixco B                    | 14 | 6  | 0  | 8  | 17 | 23 | -6   | 18  |
| 6º   | Sanjuaneros                | 14 | 3  | 4  | 7  | 21 | 29 | -8   | 13  |
| 7º   | San Raymundo               | 14 | 4  | 1  | 9  | 14 | 28 | -14  | 13  |
| 8º   | ADM San Lucas Sacatepéquez | 14 | 2  | 0  | 12 | 16 | 27 | -11  | 6   |

| Pos. | Equipos              | PJ | PG | PE | PP | GF | GC | Dif. | PTS |
| ---- | -------------------- | -- | -- | -- | -- | -- | -- | ---- | --- |
| 1º   | Palencia             | 14 | 11 | 3  | 0  | 56 | 14 | +42  | 36  |
| 2º   | San José Villa Nueva | 14 | 9  | 4  | 1  | 36 | 17 | +19  | 31  |
| 3º   | Atlético Ariga       | 14 | 10 | 1  | 3  | 38 | 20 | +18  | 31  |
| 4º   | Santa Luisa          | 14 | 7  | 2  | 5  | 27 | 28 | -1   | 23  |
| 5º   | Achik'               | 14 | 3  | 3  | 8  | 17 | 27 | -10  | 12  |
| 6º   | EMEFUT Capitalinos B | 14 | 3  | 1  | 10 | 21 | 31 | -10  | 10  |
| 7º   | Juventud Canadiense  | 14 | 3  | 1  | 10 | 22 | 43 | -21  | 10  |
| 8º   | Agua Caliente        | 14 | 2  | 1  | 11 | 14 | 51 | -37  | 7   |

| Pos. | Equipos          | PJ | PG | PE | PP | GF | GC | Dif. | PTS |
| ---- | ---------------- | -- | -- | -- | -- | -- | -- | ---- | --- |
| 1º   | Taxisco          | 14 | 10 | 3  | 1  | 26 | 8  | +18  | 33  |
| 2º   | Jutiapa          | 14 | 9  | 1  | 4  | 31 | 10 | +21  | 28  |
| 3º   | Remicheros       | 14 | 7  | 3  | 4  | 22 | 16 | +6   | 24  |
| 4º   | Nueva Santa Rosa | 14 | 5  | 5  | 4  | 26 | 14 | +12  | 20  |
| 5º   | Ixhuatán         | 14 | 4  | 4  | 6  | 20 | 24 | -4   | 16  |
| 6º   | Mictlán          | 14 | 4  | 4  | 6  | 19 | 26 | -7   | 16  |
| 7º   | Catarinecos      | 14 | 4  | 2  | 8  | 18 | 27 | -9   | 14  |
| 8º   | Jalapa EMF       | 14 | 1  | 2  | 11 | 12 | 49 | -37  | 5   |

| Pos. | Equipos                  | PJ | PG | PE | PP | GF | GC | Dif. | PTS |
| ---- | ------------------------ | -- | -- | -- | -- | -- | -- | ---- | --- |
| 1º   | San Jacinto              | 14 | 11 | 1  | 2  | 30 | 11 | +19  | 34  |
| 2º   | Juvenil Santa Cruz       | 14 | 9  | 2  | 3  | 21 | 11 | +10  | 29  |
| 3º   | Club Juventud Teculuteca | 14 | 7  | 5  | 2  | 29 | 13 | +16  | 26  |
| 4º   | La Unión                 | 14 | 8  | 2  | 4  | 21 | 14 | +7   | 26  |
| 5º   | Juvenil Estanzuela       | 14 | 6  | 1  | 7  | 24 | 24 | 0    | 19  |
| 6º   | San Rafael               | 14 | 4  | 1  | 9  | 10 | 25 | -15  | 13  |
| 7º   | Usumatlán                | 14 | 3  | 0  | 11 | 13 | 26 | -13  | 9   |
| 8º   | Río Hondo                | 14 | 1  | 2  | 11 | 12 | 36 | -24  | 5   |

| Pos. | Equipos  | PJ | PG | PE | PP | GF | GC | Dif. | PTS |
| ---- | -------- | -- | -- | -- | -- | -- | -- | ---- | --- |
| 1º   | Senahú   | 14 | 9  | 4  | 1  | 32 | 12 | +20  | 31  |
| 2º   | Cahabón  | 14 | 8  | 3  | 3  | 26 | 11 | +15  | 27  |
| 3º   | Salamá   | 14 | 6  | 4  | 4  | 23 | 18 | +5   | 22  |
| 4º   | Panzós   | 14 | 6  | 4  | 4  | 22 | 18 | +4   | 22  |
| 5º   | Cubulco  | 14 | 5  | 2  | 7  | 20 | 24 | -4   | 17  |
| 6º   | Lanquín  | 14 | 3  | 6  | 5  | 15 | 23 | -8   | 15  |
| 7º   | Chamelco | 14 | 4  | 1  | 9  | 19 | 33 | -14  | 13  |
| 8º   | Polochic | 14 | 2  | 2  | 10 | 13 | 31 | -18  | 8   |

| Pos. | Equipos             | PJ | PG | PE | PP | GF | GC | Dif. | PTS |
| ---- | ------------------- | -- | -- | -- | -- | -- | -- | ---- | --- |
| 1º   | Quiriguá            | 12 | 7  | 4  | 1  | 30 | 14 | +16  | 25  |
| 2º   | La Buga             | 12 | 6  | 2  | 4  | 17 | 13 | +4   | 20  |
| 3º   | Darthmouth          | 12 | 5  | 2  | 5  | 18 | 17 | +1   | 17  |
| 4º   | Río Dulce           | 12 | 4  | 3  | 5  | 17 | 20 | -3   | 15  |
| 5º   | Juventud Chahalence | 12 | 4  | 2  | 6  | 16 | 22 | -6   | 14  |
| 6º   | El Milagro          | 12 | 3  | 5  | 4  | 15 | 19 | -4   | 14  |
| 7º   | Tigrillos Poptún    | 12 | 3  | 2  | 7  | 16 | 24 | -8   | 11  |

| Pos. | Equipos              | PJ | PG | PE | PP | GF | GC | Dif. | PTS |
| ---- | -------------------- | -- | -- | -- | -- | -- | -- | ---- | --- |
| 1º   | Don Bosco            | 14 | 10 | 3  | 1  | 38 | 17 | +21  | 33  |
| 2º   | Jaguares             | 14 | 9  | 3  | 2  | 42 | 18 | 24   | 30  |
| 3º   | EFAR Petén           | 14 | 8  | 3  | 3  | 34 | 16 | +18  | 27  |
| 4º   | Halcones La Libertad | 14 | 8  | 3  | 3  | 27 | 11 | +16  | 27  |
| 5º   | Las Cruces           | 14 | 5  | 4  | 5  | 31 | 30 | +1   | 19  |
| 6º   | Alianza Flores       | 14 | 3  | 3  | 8  | 18 | 27 | -9   | 12  |
| 7º   | Pumas                | 14 | 2  | 3  | 9  | 12 | 31 | -19  | 9   |
| 8º   | ACAFUT               | 14 | 0  | 0  | 14 | 5  | 57 | -52  | 0   |

### Tabla de Cocientes
Clasifican a 16avos de final los dos mejores de cada grupo, más los seis mejores terceros. Como no todos los grupos tienen la misma cantidad de equipos se realiza una tabla de cocientes que evalúa el desempeño que tuvieron los equipos durante la competición. Para realizar el cálculo, los puntos obtenidos por un equipo se dividen por los puntos que hubiera obtenido si hubiera ganado todos los partidos de su grupo, y se multiplica el resultado por cien. 
Todos los grupos se dividen en dos regiones y, conforme al porcentaje de desempeño, se arman las llaves. El primero de una región contra el dieciséis de su misma región; el segundo contra el penúltimo, el tercero contra el antepenúltimo, y así los demás. 
| Pos. | Equipos            | PJ | PG | PE | PP | GF | GC | Dif. | PTS | %     |
| ---- | ------------------ | -- | -- | -- | -- | -- | -- | ---- | --- | ----- |
| 1º   | Rayados GT         | 14 | 12 | 1  | 1  | 63 | 11 | +52  | 37  | 88.09 |
| 2°   | Santa Rosa de Lima | 14 | 12 | 1  | 1  | 38 | 10 | +28  | 37  | 88.09 |
| 3°   | AFF CENMA Santiago | 12 | 10 | 1  | 1  | 48 | 10 | +38  | 31  | 86.11 |
| 4°   | Comitán            | 12 | 10 | 1  | 1  | 37 | 7  | +30  | 31  | 86.11 |
| 5°   | Santo Tomás IFC    | 14 | 11 | 3  | 0  | 42 | 12 | +30  | 36  | 85.71 |
| 6°   | Jacalteco          | 14 | 10 | 4  | 0  | 40 | 12 | +28  | 34  | 80.95 |
| 7°   | Villa Nueva        | 12 | 8  | 2  | 2  | 22 | 14 | +8   | 26  | 72.22 |
| 8°   | Santa Clara        | 12 | 8  | 2  | 2  | 21 | 14 | +7   | 26  | 72.22 |
| 9°   | San Miguel         | 14 | 9  | 3  | 2  | 28 | 11 | +17  | 30  | 71.42 |
| 10°  | San Juan Bautista  | 14 | 9  | 2  | 3  | 28 | 16 | +12  | 29  | 69.04 |
| 11°  | Tierra Nueva       | 14 | 9  | 2  | 3  | 24 | 23 | +1   | 29  | 69.04 |
| 12°  | Municipal B        | 12 | 7  | 3  | 2  | 34 | 14 | +20  | 24  | 66.66 |
| 13°  | San Carlos         | 14 | 8  | 4  | 1  | 24 | 11 | +13  | 28  | 66.66 |
| 14°  | Juventud Comiteca  | 14 | 8  | 3  | 3  | 35 | 16 | +19  | 27  | 64.28 |
| 15°  | Sipacate Comercio  | 14 | 8  | 3  | 3  | 33 | 22 | +11  | 27  | 64.28 |
| 16°  | Batanecos          | 14 | 8  | 2  | 4  | 22 | 13 | +9   | 26  | 61.90 |

| Pos. | Equipos              | PJ | PG | PE | PP | GF | GC | Dif. | PTS | %     |
| ---- | -------------------- | -- | -- | -- | -- | -- | -- | ---- | --- | ----- |
| 1º   | Palencia             | 14 | 11 | 3  | 0  | 56 | 14 | +42  | 36  | 85.71 |
| 2°   | San Jacinto          | 14 | 11 | 1  | 2  | 30 | 11 | +19  | 34  | 80.95 |
| 3°   | Don Bosco            | 14 | 10 | 3  | 1  | 38 | 17 | +21  | 33  | 78.57 |
| 4°   | Taxisco              | 14 | 10 | 3  | 1  | 28 | 8  | +20  | 33  | 78.57 |
| 5°   | Senahú               | 14 | 9  | 4  | 1  | 32 | 12 | +20  | 31  | 73.80 |
| 6°   | San José Villa Nueva | 14 | 9  | 4  | 1  | 37 | 18 | +19  | 31  | 73.80 |
| 7°   | Atlético Ariga       | 14 | 10 | 1  | 3  | 38 | 20 | +18  | 31  | 73.80 |
| 8°   | Jaguares             | 14 | 9  | 3  | 2  | 42 | 18 | +24  | 30  | 71.42 |
| 9°   | Quiriguá             | 12 | 7  | 4  | 1  | 30 | 14 | +16  | 25  | 69.44 |
| 10°  | Juvenil Santa Cruz   | 14 | 9  | 2  | 3  | 21 | 11 | +10  | 29  | 69.04 |
| 11°  | Jutiapa              | 14 | 9  | 1  | 4  | 31 | 10 | +21  | 28  | 66.66 |
| 12°  | EFAR Petén           | 14 | 8  | 3  | 3  | 34 | 16 | +18  | 27  | 64.28 |
| 13°  | Cahabón              | 14 | 8  | 3  | 3  | 26 | 11 | +15  | 27  | 64.28 |
| 14°  | Guastatoya B         | 14 | 7  | 5  | 2  | 29 | 13 | +16  | 26  | 61.90 |
| 15°  | Remicheros           | 14 | 7  | 3  | 4  | 22 | 16 | +6   | 24  | 57.14 |
| 16°  | La Buga              | 12 | 6  | 2  | 4  | 17 | 13 | +4   | 20  | 55.55 |

### Fase final

#### Dieciseisavos de final
| Fechas               | Local en la ida      | Global               | Local en la vuelta   | Ida                  | Vuelta               |
| Región Suroccidental | Región Suroccidental | Región Suroccidental | Región Suroccidental | Región Suroccidental | Región Suroccidental |
| -------------------- | -------------------- | -------------------- | -------------------- | -------------------- | -------------------- |
| 6 y 9 de noviembre   | Batanecos            | 2 (1 p.p. 4) 2       | Rayados GT           | 2 - 0                | 0 - 2                |
| 6 y 9 de noviembre   | Real Siquinalá       | 3 - 1                | Santa Rosa de Lima   | 2 - 0                | 1 - 1                |
| 6 y 9 de noviembre   | Juventud Comiteca    | 3 - 7                | AFF CENMA Santiago   | 2 - 3                | 1 - 4                |
| 6 y 9 de noviembre   | San Carlos           | 2 - 4                | Comitán              | 1 - 1                | 1 - 3                |
| 7 y 10 de noviembre  | Municipal B          | 4 - 2                | Santo Tomás IFC      | 1 - 0                | 3 - 2                |
| 7 y 10 de noviembre  | Tierra Nueva         | 2 (4 p.p. 2) 2       | Jacalteco            | 2 - 0                | 0 - 2                |
| 7 y 10 de noviembre  | San Juan Bautista    | 5 - 6                | Villa Nueva          | 4 - 1                | 1 - 5                |
| 7 y 10 de noviembre  | San Miguel           | 3 - 1                | Santa Clara          | 2 - 0                | 1 - 1                |
| Región Nororiental   |                      |                      |                      |                      |                      |
| 6 y 9 de noviembre   | La Buga              | 4 - 7                | Palencia             | 3 - 1                | 1 - 6                |
| 6 y 9 de noviembre   | Remicheros           | 3 - 5                | San Jacinto          | 2 - 1                | 1 - 4                |
| 6 y 9 de noviembre   | Guastatoya B         | 4 - 1                | Don Bosco            | 3 - 0                | 1 - 1                |
| 6 y 9 de noviembre   | Cahabón              | 1 - 0                | Taxisco              | 1 - 0                | 0 - 0                |
| 7 y 10 de noviembre  | EFAR Petén           | 2 - 6                | Senahú               | 1 - 2                | 1 - 4                |
| 7 y 10 de noviembre  | Jutiapa              | 3 - 1                | San José Villa Nueva | 2 - 1                | 1 - 0                |
| 7 y 10 de noviembre  | Juvenil Santa Cruz   | 1 - 7                | Atlético Ariga       | 0 - 2                | 1 - 5                |
| 7 y 10 de noviembre  | Quiriguá             | 4 - 3                | Jaguares             | 2 - 0                | 2 - 3                |

#### Octavos de final
| Fechas               | Local en la ida      | Global               | Local en la vuelta   | Ida                  | Vuelta               |
| Región Suroccidental | Región Suroccidental | Región Suroccidental | Región Suroccidental | Región Suroccidental | Región Suroccidental |
| -------------------- | -------------------- | -------------------- | -------------------- | -------------------- | -------------------- |
| 13 y 16 de noviembre | Real Siquinalá       | 1 - 1 (v.)           | Rayados GT           | 1 - 1                | 0 - 0                |
| 13 y 16 de noviembre | Municipal B          | 3 (3 t.e. 4) 3       | AFF CENMA Santiago   | 1 - 2                | 2 - 1                |
| 14 y 17 de noviembre | Tierra Nueva         | 4 - 6                | Comitán              | 3 - 3                | 1 - 3                |
| 14 y 17 de noviembre | San Miguel           | 2 - 3                | Villa Nueva          | 2 - 1                | 0 - 2                |
| Región Nororiental   |                      |                      |                      |                      |                      |
| 13 y 16 de noviembre | Guastatoya B         | 3 - 3 (v.)           | Palencia             | 1 - 1                | 2 - 2                |
| 13 y 16 de noviembre | Cahabón              | 5 - 2                | San Jacinto          | 3 - 2                | 2 - 0                |
| 14 y 17 de noviembre | Jutiapa              | 2 - 1                | Senahú               | 2 - 0                | 0 - 1                |
| 14 y 17 de noviembre | Quiriguá             | 2 - 3                | Atlético Ariga       | 1 - 3                | 1 - 0                |

#### Cuartos de final
| Fechas               | Local en la ida | Global     | Local en la vuelta | Ida   | Vuelta |
| -------------------- | --------------- | ---------- | ------------------ | ----- | ------ |
| 20 y 27 de noviembre | Guastatoya B    | 0 - 3      | Rayados GT         | 0 - 0 | 0 - 3  |
| 20 y 27 de noviembre | Cahabón         | 2 - 3      | AFF CENMA Santiago | 2 - 0 | 0 - 3  |
| 21 y 28 de noviembre | Jutiapa         | (v.) 3 - 3 | Comitán            | 2 - 0 | 1 - 3  |
| 21 y 28 de noviembre | Villa Nueva     | 3 - 4      | Atlético Ariga     | 3 - 2 | 0 - 2  |

Rayados GT, AFF CENMA Santiago, Jutiapa y Atlético Ariga clasifican a las series de ascenso 2021-22. 

#### Semifinales
| Fechas              | Local en la ida | Global | Local en la vuelta | Ida   | Vuelta |
| ------------------- | --------------- | ------ | ------------------ | ----- | ------ |
| 5 y 11 de diciembre | Jutiapa         | 2 - 3  | Rayados GT         | 1 - 1 | 1 - 2  |
| 5 y 11 de diciembre | Atlético Ariga  | 2 - 8  | AFF CENMA Santiago | 0 - 5 | 2 - 3  |

#### Final
| Fechas               | Local en la ida    | Global | Local en la vuelta | Ida   | Vuelta |
| -------------------- | ------------------ | ------ | ------------------ | ----- | ------ |
| 15 y 19 de diciembre | AFF CENMA Santiago | 1 - 3  | Rayados GT         | 1 - 0 | 0 - 3  |

### Resultados finales

#### Campeón
|                    |
| Campeón Rayados GT |
| 1° título          |

#### Clasificados a Series de Ascenso 2021-22
|            |                    |         |                |
| Rayados GT | AFF CENMA Santiago | Jutiapa | Atlético Ariga |

## Torneo Clausura

### Fase de grupos
| Pos. | Equipos             | PJ  | PG | PE | PP | GF | GC | Dif. | PTS |
| ---- | ------------------- | --- | -- | -- | -- | -- | -- | ---- | --- |
| 1.   | Tejutla             | 14  | 9  | 3  | 2  | 33 | 18 | +15  | 30  |
| 2.   | Juventud Comiteca   | 14  | 7  | 4  | 3  | 28 | 18 | +10  | 25  |
| 3.   | Aguacatán           | 14  | 7  | 3  | 4  | 32 | 25 | +7   | 24  |
| 4.   | Ojetecos            | 14  | 7  | 2  | 5  | 25 | 16 | +9   | 23  |
| 5.   | Jacalteco           | ´14 | 7  | 2  | 5  | 23 | 16 | +7   | 23  |
| 6.   | San Miguel          | 14  | 5  | 3  | 6  | 23 | 16 | +7   | 18  |
| 7.   | Tacaná              | 14  | 1  | 4  | 9  | 9  | 40 | -31  | 7   |
| 8.   | Juventud Huehueteca | 14  | 1  | 3  | 10 | 17 | 41 | -24  | 6   |

| Pos. | Equipos        | PJ | PG | PE | PP | GF | GC | Dif. | PTS |
| ---- | -------------- | -- | -- | -- | -- | -- | -- | ---- | --- |
| 1.   | Panajachelense | 12 | 10 | 1  | 1  | 37 | 7  | +30  | 31  |
| 2.   | San Martín CV  | 12 | 9  | 1  | 2  | 30 | 12 | +18  | 28  |
| 3.   | Esperanza      | 12 | 8  | 1  | 3  | 20 | 8  | +12  | 25  |
| 4.   | San Marcos     | 12 | 5  | 1  | 6  | 19 | 20 | -1   | 16  |
| 5.   | Comitán        | 12 | 3  | 2  | 7  | 11 | 18 | -7   | 11  |
| 6.   | San Pablo      | 12 | 3  | 0  | 9  | 11 | 30 | -19  | 9   |
| 7.   | Santa Clara    | 12 | 0  | 0  | 12 | 0  | 33 | -33  | 0   |

| Pos. | Equipos              | PJ | PG | PE | PP | GF | GC | Dif. | PTS |
| ---- | -------------------- | -- | -- | -- | -- | -- | -- | ---- | --- |
| 1.   | San Carlos           | 14 | 9  | 2  | 3  | 24 | 12 | +12  | 29  |
| 2.   | Batanecos            | 14 | 9  | 1  | 4  | 17 | 8  | +9   | 28  |
| 3.   | Juventud Mingueña    | 14 | 7  | 3  | 4  | 20 | 12 | +8   | 24  |
| 4.   | Ocós                 | 14 | 6  | 4  | 4  | 20 | 11 | +9   | 22  |
| 5.   | San Lorenzo Jogofoot | 14 | 6  | 3  | 5  | 23 | 24 | -1   | 21  |
| 6.   | Equipulense          | 14 | 5  | 1  | 8  | 15 | 18 | -3   | 16  |
| 7.   | LAV San Rafael       | 14 | 4  | 3  | 7  | 12 | 16 | -4   | 15  |
| 8.   | Zunilito             | 14 | 1  | 1  | 12 | 8  | 38 | -30  | 4   |

| Pos. | Equipos               | PJ | PG | PE | PP | GF | GC | Dif. | PTS |
| ---- | --------------------- | -- | -- | -- | -- | -- | -- | ---- | --- |
| 1.   | San Juan Bautista     | 14 | 10 | 1  | 3  | 46 | 18 | +28  | 31  |
| 2.   | Sipacate Comercio     | 14 | 9  | 1  | 4  | 23 | 19 | +4   | 28  |
| 3.   | Juventud Tiquisatense | 14 | 9  | 0  | 5  | 36 | 18 | +18  | 27  |
| 4.   | Real Siquinalá        | 14 | 7  | 4  | 3  | 32 | 15 | +17  | 25  |
| 5.   | Democratense          | 14 | 7  | 1  | 6  | 31 | 23 | +8   | 22  |
| 6.   | Patulul               | 14 | 2  | 4  | 8  | 12 | 36 | -24  | 10  |
| 7.   | Deportivo Palín       | 14 | 1  | 4  | 9  | 11 | 28 | -17  | 7   |
| 8.   | San Vicente Pacaya    | 14 | 2  | 1  | 11 | 11 | 45 | -34  | 7   |

| Pos. | Equipos               | PJ | PG | PE | PP | GF | GC | Dif. | PTS |
| ---- | --------------------- | -- | -- | -- | -- | -- | -- | ---- | --- |
| 1.   | Rayados GT            | 14 | 9  | 4  | 1  | 32 | 15 | +17  | 31  |
| 2.   | Batallón Canales      | 14 | 7  | 3  | 4  | 26 | 24 | +2   | 24  |
| 3.   | Cerinal               | 14 | 6  | 3  | 5  | 21 | 20 | +1   | 21  |
| 4.   | Santa Rosa de Lima    | 14 | 4  | 7  | 3  | 27 | 17 | +10  | 19  |
| 5.   | Tigres                | 14 | 4  | 6  | 4  | 21 | 18 | +3   | 18  |
| 6.   | Pueblo Nuevo Viñas    | 14 | 5  | 3  | 6  | 14 | 21 | -7   | 18  |
| 7.   | Santa Catarina Pinula | 14 | 3  | 4  | 7  | 17 | 30 | -13  | 13  |
| 8.   | Futeca                | 14 | 2  | 2  | 10 | 13 | 26 | -13  | 8   |

| Pos. | Equipos               | PJ | PG | PE | PP | GF | GC | Dif. | PTS |
| ---- | --------------------- | -- | -- | -- | -- | -- | -- | ---- | --- |
| 1.   | AFF CENMA Santiago    | 12 | 11 | 0  | 1  | 44 | 6  | +38  | 33  |
| 2.   | Villa Nueva           | 12 | 10 | 1  | 1  | 34 | 11 | +23  | 31  |
| 3.   | Municipal B           | 12 | 8  | 1  | 3  | 28 | 13 | +15  | 25  |
| 4.   | Boca del Monte        | 12 | 4  | 2  | 6  | 14 | 14 | 0    | 14  |
| 5.   | Global Soccer Academy | 12 | 1  | 2  | 7  | 15 | 29 | -14  | 11  |
| 6.   | ASODEL                | 12 | 3  | 0  | 9  | 13 | 39 | -26  | 9   |
| 7.   | Total Pro             | 12 | 0  | 0  | 12 | 0  | 36 | -36  | 0   |

| Pos. | Equipos                    | PJ | PG | PE | PP | GF | GC | Dif. | PTS |
| ---- | -------------------------- | -- | -- | -- | -- | -- | -- | ---- | --- |
| 1.   | Santo Tomás Independencia  | 14 | 10 | 2  | 2  | 31 | 14 | +17  | 32  |
| 2.   | Universidad de San Carlos  | 14 | 10 | 1  | 3  | 46 | 8  | +38  | 31  |
| 3.   | San Raymundo               | 14 | 10 | 1  | 3  | 21 | 7  | +14  | 31  |
| 4.   | ADM San Lucas Sacatepéquez | 14 | 9  | 2  | 3  | 39 | 16 | +23  | 29  |
| 5.   | Mixco B                    | 14 | 7  | 1  | 6  | 39 | 21 | +18  | 22  |
| 6.   | Sanjuaneros                | 14 | 3  | 0  | 11 | 14 | 68 | -54  | 9   |
| 7.   | Tierra Nueva               | 14 | 1  | 1  | 12 | 11 | 31 | -20  | 4   |
| 8.   | Antigua GFC B              | 14 | 0  | 0  | 14 | 0  | 36 | -36  | 0   |

| Pos. | Equipos              | PJ | PG | PE | PP | GF | GC | Dif. | PTS |
| ---- | -------------------- | -- | -- | -- | -- | -- | -- | ---- | --- |
| 1.   | Palencia             | 14 | 12 | 1  | 1  | 53 | 12 | +41  | 37  |
| 2.   | San José Villa Nueva | 14 | 7  | 5  | 2  | 30 | 22 | +8   | 26  |
| 3.   | Atlético Ariga       | 14 | 6  | 7  | 1  | 35 | 26 | +9   | 25  |
| 4.   | Agua Caliente        | 14 | 6  | 2  | 6  | 24 | 35 | -11  | 20  |
| 5.   | Achik'               | 14 | 5  | 3  | 6  | 25 | 28 | -3   | 18  |
| 6.   | Santa Luisa          | 14 | 3  | 5  | 6  | 33 | 30 | +3   | 14  |
| 7.   | EMEFUT Capitalinos B | 14 | 1  | 5  | 8  | 20 | 40 | -20  | 8   |
| 8.   | Juventud Canadiense  | 14 | 1  | 2  | 11 | 17 | 44 | -27  | 5   |

| Pos. | Equipos            | PJ | PG | PE | PP | GF | GC | Dif. | PTS |
| ---- | ------------------ | -- | -- | -- | -- | -- | -- | ---- | --- |
| 1.   | Jutiapa            | 14 | 12 | 2  | 0  | 40 | 3  | +37  | 38  |
| 2.   | Nueva Santa Rosa   | 14 | 9  | 4  | 1  | 35 | 14 | +21  | 31  |
| 3.   | Atlético Mictlán B | 14 | 9  | 3  | 2  | 22 | 12 | +10  | 30  |
| 4.   | Jalpatagua         | 14 | 6  | 1  | 7  | 41 | 34 | +7   | 19  |
| 5.   | Ixhuatán           | 14 | 5  | 0  | 9  | 18 | 26 | -8   | 15  |
| 6.   | Remicheros         | 14 | 3  | 2  | 9  | 20 | 39 | -19  | 11  |
| 7.   | Jalapa EMF         | 14 | 2  | 1  | 11 | 15 | 49 | -34  | 7   |
| 8.   | Catarinecos        | 14 | 2  | 3  | 9  | 26 | 40 | -14  | 9   |

| Pos. | Equipos            | PJ | PG | PE | PP | GF | GC | Dif. | PTS |
| ---- | ------------------ | -- | -- | -- | -- | -- | -- | ---- | --- |
| 1.   | Juvenil Estanzuela | 14 | 12 | 0  | 2  | 22 | 9  | +13  | 36  |
| 2.   | La Unión           | 14 | 8  | 4  | 2  | 28 | 13 | +15  | 28  |
| 3.   | San Rafael         | 14 | 6  | 3  | 5  | 23 | 8  | +15  | 21  |
| 4.   | San Jacinto        | 14 | 6  | 3  | 5  | 31 | 17 | +14  | 21  |
| 5.   | Usumatlán          | 14 | 5  | 5  | 4  | 19 | 20 | -1   | 20  |
| 6.   | Juvenil Santa Cruz | 14 | 4  | 3  | 7  | 15 | 20 | -5   | 15  |
| 7.   | Guastatoya B       | 14 | 2  | 2  | 10 | 13 | 42 | -29  | 8   |
| 8.   | Río Hondo          | 14 | 2  | 0  | 12 | 12 | 34 | -22  | 6   |

| Pos. | Equipos         | PJ | PG | PE | PP | GF | GC | Dif. | PTS |
| ---- | --------------- | -- | -- | -- | -- | -- | -- | ---- | --- |
| 1.   | Panzós          | 14 | 11 | 3  | 1  | 26 | 1  | +25  | 36  |
| 2.   | Cahabón         | 14 | 12 | 0  | 2  | 34 | 9  | +25  | 36  |
| 3.   | Senahú          | 14 | 8  | 2  | 4  | 28 | 14 | +14  | 26  |
| 4.   | Cubulco         | 14 | 8  | 1  | 5  | 29 | 18 | +11  | 25  |
| 5.   | Salamá          | 14 | 6  | 3  | 5  | 18 | 18 | 0    | 21  |
| 6.   | Playitas Chisec | 14 | 3  | 2  | 9  | 8  | 27 | -19  | 11  |
| 7.   | Chamelco        | 14 | 3  | 1  | 10 | 19 | 29 | -10  | 10  |
| 8.   | Polochic        | 14 | 0  | 0  | 14 | 0  | 42 | -42  | 0   |

| Pos. | Equipos             | PJ | PG | PE | PP | GF | GC | Dif. | PTS |
| ---- | ------------------- | -- | -- | -- | -- | -- | -- | ---- | --- |
| 1.   | El Milagro          | 12 | 6  | 3  | 3  | 14 | 10 | +4   | 21  |
| 2.   | Quiriguá            | 12 | 5  | 4  | 3  | 20 | 14 | +6   | 19  |
| 3.   | Tigrillos Poptún    | 12 | 5  | 4  | 3  | 17 | 12 | +5   | 19  |
| 4.   | Juventud Chahalence | 12 | 5  | 4  | 3  | 10 | 7  | +3   | 19  |
| 5.   | Río Dulce           | 12 | 4  | 4  | 4  | 8  | 10 | -2   | 16  |
| 6.   | Darthmouth          | 12 | 2  | 5  | 5  | 7  | 14 | -7   | 11  |
| 7.   | La Buga             | 12 | 0  | 6  | 6  | 8  | 17 | -9   | 6   |

| Pos. | Equipos              | PJ | PG | PE | PP | GF | GC | Dif. | PTS |
| ---- | -------------------- | -- | -- | -- | -- | -- | -- | ---- | --- |
| 1.   | Halcones La Libertad | 14 | 12 | 2  | 0  | 51 | 9  | +42  | 38  |
| 2.   | Las Cruces           | 14 | 10 | 2  | 2  | 42 | 13 | +29  | 32  |
| 3.   | Don Bosco            | 14 | 10 | 1  | 3  | 36 | 11 | +25  | 31  |
| 4.   | EFAR Petén           | 14 | 7  | 1  | 6  | 28 | 19 | +9   | 22  |
| 5.   | Jaguares             | 14 | 4  | 1  | 9  | 13 | 26 | -13  | 13  |
| 6.   | Alianza Flores       | 14 | 3  | 2  | 9  | 23 | 42 | -19  | 11  |
| 7.   | Pumas                | 14 | 3  | 2  | 9  | 18 | 33 | -15  | 11  |
| 8.   | ACAFUT               | 14 | 1  | 1  | 12 | 7  | 65 | -58  | 4   |

### Tabla de Cocientes
Clasifican a 16avos de final los dos mejores de cada grupo, más los seis mejores terceros. Como no todos los grupos tienen la misma cantidad de equipos se realiza una tabla de cocientes que evalúa el desempeño que tuvieron los equipos durante la competición. Para realizar el cálculo, los puntos obtenidos por un equipo se dividen por los puntos que hubiera obtenido si hubiera ganado todos los partidos de su grupo, y se multiplica el resultado por cien. 
Todos los grupos se dividen en dos regiones y, conforme al porcentaje de desempeño, se arman las llaves. El primero de una región contra el dieciséis de su misma región; el segundo contra el penúltimo, el tercero contra el antepenúltimo, y así los demás.
| Pos. | Equipos                   | PJ | PG | PE | PP | GF | GC | Dif. | PTS | % |
| ---- | ------------------------- | -- | -- | -- | -- | -- | -- | ---- | --- | - |
| 1º   | AFF CENMA Santiago        | 12 | 11 | 0  | 1  | 44 | 6  | +38  | 33  |   |
| 2°   | Panajachelense            | 12 | 10 | 1  | 1  | 37 | 7  | +30  | 31  |   |
| 3°   | Villa Nueva               | 12 | 10 | 1  | 1  | 34 | 11 | +23  | 31  |   |
| 4°   | San Martín CV             | 12 | 9  | 1  | 2  | 30 | 12 | +18  | 28  |   |
| 5°   | Santo Tomás Independencia | 14 | 10 | 2  | 2  | 31 | 14 | +17  | 32  |   |
| 6°   | Universidad de San Carlos | 14 | 10 | 1  | 3  | 46 | 8  | +38  | 31  |   |
| 7°   | San Juan Bautista         | 14 | 10 | 1  | 3  | 46 | 18 | +28  | 31  |   |
| 8°   | Rayados GT                | 14 | 9  | 4  | 1  | 32 | 15 | +17  | 31  |   |
| 9°   | San Raymundo              | 14 | 10 | 1  | 3  | 21 | 7  | +14  | 31  |   |
| 10°  | Tejutla                   | 14 | 9  | 3  | 2  | 33 | 18 | +15  | 30  |   |
| 11°  | Municipal B               | 12 | 8  | 1  | 3  | 28 | 13 | +15  | 25  |   |
| 12°  | San Carlos                | 14 | 9  | 2  | 3  | 24 | 12 | +12  | 29  |   |
| 13°  | Sipacate Comercio         | 14 | 9  | 1  | 4  | 23 | 19 | +4   | 28  |   |
| 14°  | Batanecos                 | 14 | 9  | 1  | 4  | 17 | 8  | +9   | 28  |   |
| 15°  | Juventud Comiteca         | 14 | 7  | 4  | 3  | 28 | 18 | +10  | 25  |   |
| 16°  | Batallón Canales          | 14 | 7  | 3  | 4  | 26 | 24 | +2   | 24  |   |

| Pos. | Equipos              | PJ | PG | PE | PP | GF | GC | Dif. | PTS | % |
| ---- | -------------------- | -- | -- | -- | -- | -- | -- | ---- | --- | - |
| 1º   | Halcones La Libertad | 14 | 12 | 2  | 0  | 51 | 9  | +42  | 38  |   |
| 2°   | Jutiapa              | 14 | 12 | 2  | 0  | 40 | 3  | +37  | 38  |   |
| 3°   | Palencia             | 14 | 12 | 1  | 1  | 53 | 12 | +41  | 37  |   |
| 4°   | Panzós               | 14 | 10 | 3  | 1  | 23 | 2  | +21  | 33  |   |
| 5°   | Cahabón              | 14 | 12 | 0  | 2  | 34 | 9  | +25  | 36  |   |
| 6°   | Juvenil Estanzuela   | 14 | 12 | 0  | 2  | 22 | 9  | +13  | 36  |   |
| 7°   | Las Cruces           | 14 | 10 | 2  | 2  | 42 | 13 | +29  | 32  |   |
| 8°   | Don Bosco            | 14 | 10 | 1  | 3  | 36 | 11 | +25  | 31  |   |
| 9°   | Nueva Santa Rosa     | 14 | 9  | 4  | 1  | 35 | 14 | +21  | 31  |   |
| 10°  | Atlético Mictlán B   | 14 | 9  | 3  | 2  | 22 | 12 | +10  | 30  |   |
| 11°  | La Unión             | 14 | 8  | 4  | 2  | 28 | 13 | +15  | 28  |   |
| 12°  | San José Villa Nueva | 14 | 7  | 5  | 2  | 30 | 22 | +8   | 26  |   |
| 13°  | Senahú               | 14 | 8  | 2  | 4  | 28 | 14 | +14  | 26  |   |
| 14°  | Atlético Ariga       | 14 | 6  | 7  | 1  | 35 | 26 | +9   | 25  |   |
| 15°  | El Milagro           | 12 | 6  | 3  | 3  | 14 | 10 | +4   | 21  |   |
| 16°  | Quiriguá             | 12 | 5  | 4  | 3  | 20 | 14 | +6   | 19  |   |

### Fase final

#### Dieciseisavos de final
| Fechas               | Local en la ida      | Global               | Local en la vuelta        | Ida                  | Vuelta               |
| Región Suroccidental | Región Suroccidental | Región Suroccidental | Región Suroccidental      | Región Suroccidental | Región Suroccidental |
| -------------------- | -------------------- | -------------------- | ------------------------- | -------------------- | -------------------- |
| 20 y 23 de abril     | Batallón Canales     | 2 (3 p.p. 4) 2       | AFF CENMA Santiago        | 1 - 1                | 1 - 1                |
| 20 y 23 de abril     | Juventud Comiteca    | 2 - 7                | Panajachelense            | 1 - 1                | 1 - 6                |
| 20 y 23 de abril     | Batanecos            | 5 - 1                | Villa Nueva               | 5 - 0                | 0 - 1                |
| 20 y 23 de abril     | Sipacate Comercio    | 3 - 4                | San Martín Chile Verde    | 3 - 2                | 0 - 2                |
| 21 y 24 de abril     | San Carlos           | 3 - 6                | Santo Tomás Independencia | 2 - 2                | 1 - 4                |
| 21 y 24 de abril     | Municipal B          | 5 - 5(v)             | Universidad de San Carlos | 4 - 2                | 1 - 3                |
| 21 y 24 de abril     | Tejutla              | 3 - 8                | San Juan Bautista         | 2 - 2                | 1 - 5                |
| 21 y 24 de abril     | San Raymundo         | 2 - 1                | Rayados GT                | 2 - 0                | 0 - 1                |
| Región Nororiental   |                      |                      |                           |                      |                      |
| 20 y 23 de abril     | Quiriguá             | 2 - 4                | Halcones La Libertad      | 1 - 2                | 1 - 2                |
| 20 y 23 de abril     | El Milagro           | 1 - 2                | Jutiapa                   | 1 - 0                | 0 - 2                |
| 20 y 23 de abril     | Atlético Ariga       | 2 - 3                | Palencia                  | 2 - 0                | 0 - 3                |
| 20 y 23 de abril     | Senahú               | 0 - 4                | Panzós                    | 0 - 1                | 0 - 3                |
| 21 y 24 de abril     | San José Villa Nueva | 2 - 4                | Cahabón                   | 2 - 0                | 0 - 4                |
| 21 y 24 de abril     | La Unión             | 2 - 3                | Juvenil Estanzuela        | 2 - 2                | 0 - 1                |
| 21 y 24 de abril     | Atlético Mictlán B   | 4 - 3                | Las Cruces                | 4 - 1                | 0 - 2                |
| 21 y 24 de abril     | Nueva Santa Rosa     | 6 - 3                | Don Bosco                 | 6 - 1                | 0 - 2                |

#### Octavos de final
| Fechas               | Local en la ida           | Global               | Local en la vuelta        | Ida                  | Vuelta               |
| Región Suroccidental | Región Suroccidental      | Región Suroccidental | Región Suroccidental      | Región Suroccidental | Región Suroccidental |
| -------------------- | ------------------------- | -------------------- | ------------------------- | -------------------- | -------------------- |
| 1 y 8 de mayo        | Batanecos                 | 2 (0 e.t. 1) 2       | AFF CENMA Santiago        | 2 - 0                | 0 - 2                |
| 1 y 8 de mayo        | San Raymundo              | 3 - 2                | Panajachelense            | 2 - 1                | 1 - 1                |
| 1 y 8 de mayo        | San Juan Bautista         | 11 - 4               | San Martín Chile Verde    | 9 - 1                | 2 - 3                |
| 1 y 8 de mayo        | Universidad de San Carlos | 1 - 0                | Santo Tomás Independencia | 1 - 0                | 0 - 0                |
| Región Nororiental   |                           |                      |                           |                      |                      |
| 1 y 8 de mayo        | Atlético Mictlán B        | 2 - 1                | Halcones La Libertad      | 2 - 0                | 0 - 1                |
| 1 y 8 de mayo        | Nueva Santa Rosa          | 1 - 4                | Jutiapa                   | 1 - 2                | 0 - 2                |
| 1 y 8 de mayo        | Juvenil Estanzuela        | 1 (4 p.p. 5) 1       | Palencia                  | 1 - 0                | 0 - 1                |
| 1 y 8 de mayo        | Cahabón                   | 1 - 0                | Panzós                    | 0 - 0                | 1 - 0                |

#### Cuartos de final
| Fechas          | Local en la ida           | Global     | Local en la vuelta | Ida   | Vuelta |
| --------------- | ------------------------- | ---------- | ------------------ | ----- | ------ |
| 15 y 22 de mayo | Atlético Mictlán B        | 0 - 8      | AFF CENMA Santiago | 0 - 3 | 0 - 5  |
| 15 y 22 de mayo | San Raymundo              | 1 - 2      | Jutiapa            | 1 - 0 | 0 - 2  |
| 15 y 22 de mayo | San Juan Bautista         | 4 - 6      | Palencia           | 2 - 3 | 2 - 3  |
| 14 y 22 de mayo | Universidad de San Carlos | (v.) 3 - 3 | Cahabón            | 1 - 1 | 2 - 2  |

AFF CENMA Santiago y CSD Jutiapa ascienden al ser semifinalistas por segunda vez en la temporada.

#### Semifinales
| Fechas                  | Local en la ida           | Global    | Local en la vuelta | Ida   | Vuelta |
| ----------------------- | ------------------------- | --------- | ------------------ | ----- | ------ |
| 28 de mayo y 5 de junio | Universidad de San Carlos | 1 - 3     | AFF CENMA Santiago | 1 - 0 | 0 - 1  |
| 28 de mayo y 5 de junio | Palencia                  | 3 - 3 (v) | Jutiapa            | 3 - 1 | 0 - 2  |

#### Final
| Fechas | Local en la ida | Global | Local en la vuelta | Ida   | Vuelta |
| ------ | --------------- | ------ | ------------------ | ----- | ------ |
| 0      | Jutiapa         | 2 - 0  | AFF CENMA Santiago | 1 - 0 | 1 - 0  |

### Campeón
|                  |
| Campeón 'Jutiapa |
| 1° título        |

#### Clasificados a Series de Ascenso 2021-22
|                           |                           |
| Universidad de San Carlos | Palencia                  |
| Clasificado el 22/05/2022 | Clasificado el 22/05/2022 |

## Final de temporada

### Series de Ascenso

#### Clasificados
| Clasificados       | Clasificados                    | Clasificados     | Clasificados | Clasificados                    | Clasificados                    |
| Torneo Apertura    | Torneo Apertura                 | Torneo Apertura  |              | Torneo Clausura                 | Torneo Clausura                 |
| Equipo             | Clasificado como                | Clasificado como |              | Equipo                          | Clasificado como                |
| ------------------ | ------------------------------- | ---------------- | ------------ | ------------------------------- | ------------------------------- |
| Rayados GT         | Campeón del Apertura 2021       | vs               | vs           | Universidad SC                  | Cuarto puesto del Clausura 2022 |
| AFF CENMA Santiago | Subcampeón del Apertura 2021    | vs               | vs           | Clasificado por doble semifinal | Clasificado por doble semifinal |
| Atlético Ariga     | Tercer puesto del Apertura 2021 | vs               | vs           | Palencia                        | Tercer puesto del Clausura 2022 |
| Jutiapa            | Cuarto puesto del Apertura 2021 | vs               | vs           | Clasificado por doble semifinal | Clasificado por doble semifinal |

AFF CENMA Santiago y Jutiapa ascienden al cumplir dos veces con los criterios de clasificación.

#### Series de Ascenso
| Fecha y lugar      | Equipos del Apertura | Resultado      | Equipos del Clausura |
| ------------------ | -------------------- | -------------- | -------------------- |
| 19 de junio, Mixco | Rayados GT           | 2 - 0          | Universidad SC       |
| 19 de junio, Mixco | Atlético Ariga       | 3 (3 t.e. 4) 3 | Palencia             |

### Ascendidos
|                         |                         |                         |                         |
| AFF CENMA Santiago      | CSD Jutiapa             | Rayados GT              | Palencia                |
| Ascendido el 22/05/2022 | Ascendido el 22/05/2022 | Ascendido el 19/06/2022 | Ascendido el 19/06/2022 |